# Sogerianthe sogerensis
Sogerianthe sogerensis là một loài thực vật có hoa trong họ Loranthaceae. Loài này được (S. Moore) Danser miêu tả khoa học đầu tiên năm 1933.